# Нога
Ноге су парни екстремитети животиња који носе тежину тела и помажу у одржавању положаја и стабилности тела приликом кретања. Може постојати један или више пари ногу, те стога постоји основна подела на бипеде (код људи, птице; бипедализам), квадрупеде или тетраподе (код сисара, гуштера, водоземаца), хексаподе (инсекти), центипеде и милипеде (стоноге).
Ноге човека одговарају задњим екстремитетима осталих копнених кичмењака. Нога је сачињена од једног или више сегмената и омотана мишићима, што јој омогућава покретљивост. Код бројних животиња, стопало је одвојени орган на завршном (дисталном) делу ноге.